# Yssingeaux
Yssingeaux là một xã trong tỉnh Haute-Loire, thuộc vùng hành chính Auvergne-Rhône-Alpes của nước Pháp, có dân số là 6492 người (thời điểm 1999).

## Nhân khẩu học
| 1962 | 1968 | 1975 | 1982 | 1990 | 1999 |
| ---- | ---- | ---- | ---- | ---- | ---- |
| 5334 | 5565 | 5878 | 6228 | 6118 | 6492 |

## Những người con của thành phố
- Jacques Barrot, chính trị gia